# Frei Carlos
Frei Carlos o Frei Carlos de Lisboa, in italiano Fra Carlo da Lisbona (Lisbona, ... – 1540) è stato un pittore e religioso portoghese, è il nome con cui era conosciuto nel mondo dell'arte un frate di origine fiamminga, figlio o nipote di popolo fiammingo, ma nato a Lisbona, e che, dopo aver professato nel 1517 come frate dell'Ordine di San Girolamo, nel convento di Espinheiro, vicino a Évora, divenne famoso come pittore di pale d'altare e di altre opere di natura devozionale.

## Opere
Frei Carlos è una delle figure più importanti della pittura su pala d'altare peninsulare dei primi decenni del XVI secolo. Alcuni dei grandi pannelli che la sua bottega dipinse per le chiese conventuali sono tra le opere più apprezzate nelle collezioni del Museo nazionale d'arte antica di Lisbona.
Per quanto riguarda il suo lavoro, è noto che lavorò anche per altri conventi dell'Ordine di San Girolamo in Portogallo, ovvero Belém e Santa Marinha da Costa, vicino a Guimarães. Data la mancanza di unità tecnica e stilistica rilevata nei dipinti di Espinheiro, si presume che, data una produzione voluminosa, Frei Carlos fosse il maestro di una bottega che avrebbe lavorato in modo simile ad altre che lavoravano “all'ombra dei monasteri ”.
Insieme a Francisco Henriques e il Mestro di Lourinhã, Frei Carlos è considerato uno dei più importanti pittori fiamminghi della pittura del Cinquecento in Portogallo.

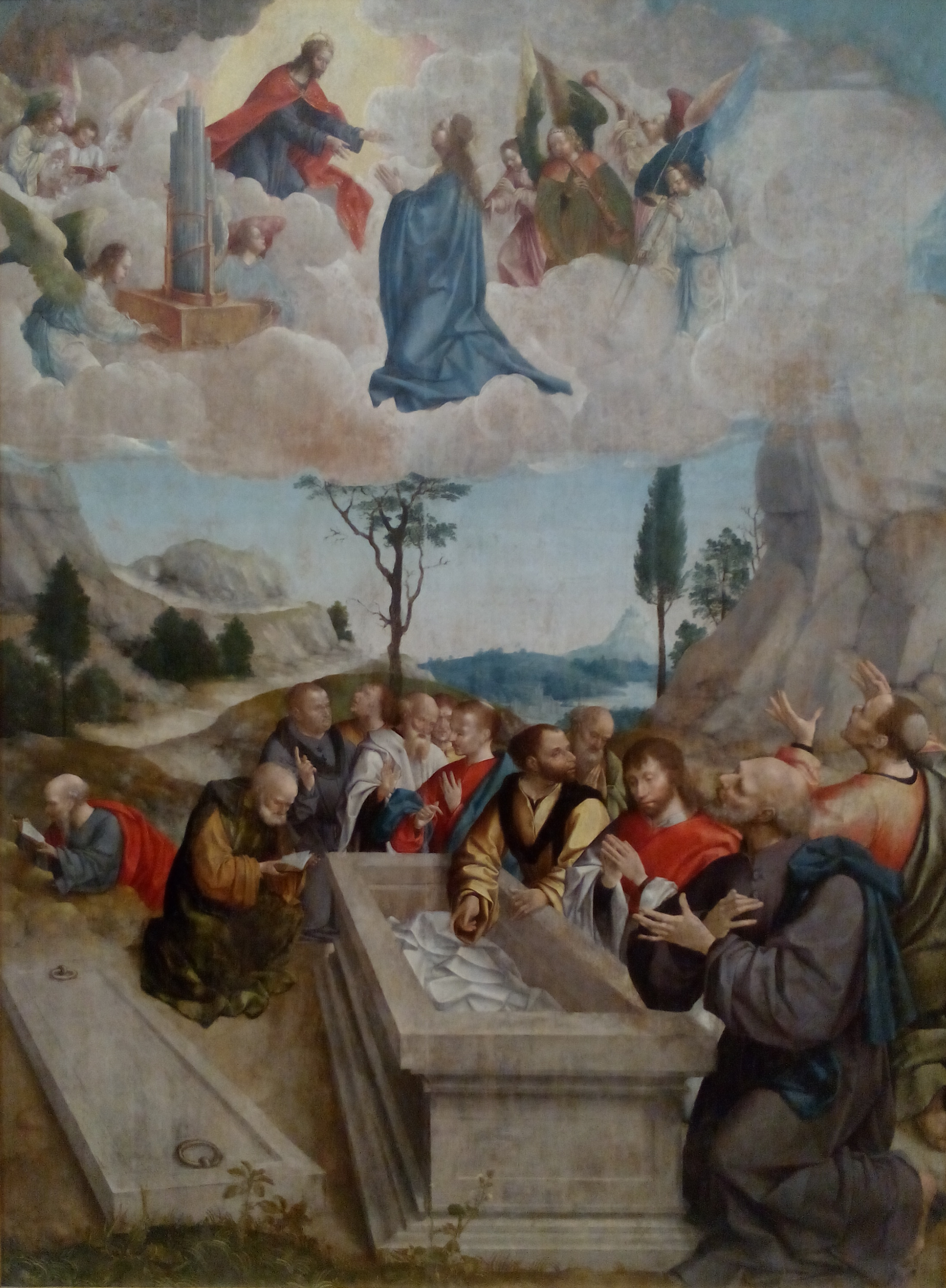
Assunzione della Vergine, 1520 circa, Museo nazionale d'arte antica

- Madonna del Latte, 1518, Museo nazionale d'arte antica
- San Vincenzo di Saragozza, 1520 circa, Metropolitan Museum of Art
- Trittico del Calvario, 1520-1530 circa, Museo nazionale d'arte antica
- Ascensione, 1520-1530 circa, Museo nazionale d'arte antica
- Assunzione della Vergine, 1520 circa, Museo nazionale d'arte antica
- Buon Pastore, 1520 circa, Museo nazionale d'arte antica
- Resurrezione di Cristo, 1520 circa, Museo nazionale d'arte antica
- San Francesco riceve le stigmate, 1520 circa, Museo nazionale d'arte antica
- Sant'Antonio da Padova col Bambino, 1520 circa, Museo nazionale d'arte antica
- Madonna col Bambino e due angeli, 1520 circa, Museo nazionale d'arte antica
- Madonna col Bambino, 1520 circa, Museo del Greco
- Crocifissione, 1520, Groeningemuseum
- Annunciazione, 1523, Museo nazionale d'arte antica
- Apparizione di Cristo alla Madonna, 1529, Museo nazionale d'arte antica
- Santi Vincenzo di Saragozza, Martino di Tours e Sebastiano, 1530, Museo di Alberto Sampaio
- Ecce Homo, 1530, Museo nazionale d'arte antica
- San Giovanni Evangelista, 1530 circa, ubicazione sconosciuta